# Greenfield (California)
Greenfield, fundada en 1947, es una ciudad ubicada en el condado de Monterrey en el estado estadounidense de California. En el año 2000 tenía una población de 12 583 habitantes y una densidad poblacional de 3779.32 personas por km².

## Historia
En 1902, la Asociación de Extensión del Hogar de California, fundada por John S. Clark, adquirió 4,000 acres (1,600 ha) de tierra que habían formado parte del Rancho Arroyo Seco, una concesión de tierras mexicana otorgada a Joaquín de la Torre en 1840. La tierra se puso a la venta en una subasta pública en Los Ángeles en 1905. Los compradores podían adquirir un acre con derechos de agua por aproximadamente $37,50. Una compra de 2,5 acres (1,0 ha) venía con un beneficio adicional: un lote en la ciudad.
Además del terreno, Clark obtuvo los derechos de agua de la tierra. Formó la Compañía de Agua de la Colonia Clark, que se convirtió en la organización encargada de la distribución de agua y llenó la ciudad con agua del cercano Arroyo Seco. El sistema organizado de canales de agua y las condiciones de cultivo ideales atrajeron a personas de nacionalidades danesa, suiza y otras áreas circundantes a establecerse en esta nueva colonia. Originalmente, la ciudad iba a llamarse "Clark City", pero eso fue rechazado por el Servicio Postal de los Estados Unidos, que informó a la ciudad que había demasiadas "Clark Cities" en el estado. En su lugar, la comunidad nombró la ciudad en honor a uno de sus primeros fundadores y presidente de la Asociación, Edward Greenfield.
En la década de 1930, se excavaron pozos para complementar el agua extraída del río, lo que creó un suministro de agua durante todo el año.
La Compañía de Agua de la Colonia Clark aún mantiene los Derechos de Prioridad de 1916, que garantizan a sus miembros una cierta cantidad de agua del Arroyo Seco antes que cualquier otra agencia. Los canales originales todavía son viables y visibles en todo el terreno original.
Greenfield fue reconocida como municipio por la legislatura estatal e incorporada el 7 de enero de 1947. El primer alcalde de Greenfield fue Tom Rogers.

## Geografía
Greenfield se encuentra ubicada en las coordenadas 36°19′N 121°14′O / 36.317, -121.233. Según la Oficina del Censo, la ciudad tiene un área total de 4,4 km² (1,7 mi²), de la cual 4,4 km² (1,7 mi²) es tierra y 0,1 km² (0 mi²) (0%) es agua.

## Demografía
Según la Oficina del Censo en 2000 los ingresos medios por hogar en la localidad eran de $37 602, y los ingresos medios por familia eran $35 520. Los hombres tenían unos ingresos medios de $25 759 frente a los $23 848 para las mujeres. La renta per cápita para la localidad era de $9226. Alrededor del 21,6% de la población estaban por debajo del umbral de pobreza.